# Latran
Latran (mađ. Látrány) je selo u središnjoj zapadnoj Mađarskoj.
Zauzima površinu od 22,31 km četvorni.

## Zemljopisni položaj
Nalazi se na 46° 44′ 49,02″ sjeverne zemljopisne širine i 17° 44′ 46,86″ istočne zemljopisne dužine.
Balatonlelle je sjeverozapadno i sjeverno, Balatonszemes je sjeverno-sjeveroistočno, Balatonosződ je sjeveroistočno, Szólad i Teleki sjeveroistočnije, Nagycsepely i Kötcse istočno-sjeveroistočno, Latranska pustara, Visz i Karadin su jugoistočno, Somogytúr južno-jugoistočno, Szőlősgyörök i Gyugy jugozapadno, Szőlőskislak zapadno.

## Upravna organizacija
Nalazi se u Fonjodskoj mikroregiji u Šomođskoj županiji. Poštanski broj je 8681. 

## Promet
2 km istočno je državna cestovna prometnica br. 67, a 2 km sjeverozapadno je cestovna prometnica E71 (M7).

## Stanovništvo
Latran ima 1394 stanovnika (2001.). Većina su Mađari, a 5&% su Romi.

## Vanjske poveznice
- (mađarski) Zračne fotografije